# 투아란
투아란(말레이어: Tuaran)은 말레이시아 사바주 북서해안 구역에 위치한 지역/타운이다. 총 1,166km2이며 이 지역의 이름과 동명의 강이 이 지역을 세 부분으로 나눈다. 주도인 코타키나발루로부터 북쪽으로 34km 떨어진 지점에 위치하며 전략상 코타키나발루와 사바 북부지역을 연결하는 주요 고속도로 지점에 위치해 있기도 하다.

## 어원
식민지 시절 기록에 의하면 투아란은 1813년 자바의 영국 총독 스탬포드 래플스(Stamford Raffles) 경의 공용서신에 기록된 것이 시초인데, 그는 보르네오 북부 지역 '자와란(Jawaran)'의 해적 문제를 나누기 위해 브루나이 술탄의 초대가 수락되길 바랬다.
'자와란'은 말레이어 단어인 타와란(Tawaran)의 변형이었다. 타와란은 두 가지 의미를 지내는데, 첫 번째 의미는 '신선한 물'이고 두 번째 의미는 '협상하다'라는 뜻이다. 첫 번째 의미는 지역의 신선한 물공급을 위해 투아란 지역을 강조했다는 점과 연관되고, 두 번째 의미는 1884년 영국의 식민지배가 시작되기 전부터 투아란 지역에서 무역활동을 시작했다는 점과 연관된다.

## 지리
투아란은 보르네오의 북서부에 위치해 있으며 코타키나발루와 쿠닷 사이에 있다. 투아란강이 이 지역을 세 부분으로 나누며, 지역의 확장이 제한되어 있다. 지역의 65%가 산악 지대이다. 평지는 해안지역과 탐파룰리로부터 오는 강하구 지대에만 존재한다.

## 주민
2010년 추정인구는 102,411명이다. 인구의 반이 두순인이며 바자우인이 세 번째로 많다. 나머지는 주로 중국인이며, 특히 객가인 위주다.

## 문화

### 바하르 와인
투아란 지역의 원주민인 로터드(Lotud)인들은 전통 술인 바하르(bahar)를 만들곤 하는데, 코코넛 수액과 빨간 수액을 가진 로속(rosok)나무의 껍질을 섞어 만든다. 바하르는 일종의 토디인데, 과학연구를 통해 산화방지제가 풍부한 것으로 밝혀졌다. 하지만 톡 쏘는 게 강하고 쉽게 상하는 단점이 있는데, 주로 하루만에 상한다고 한다.

### 투아란면

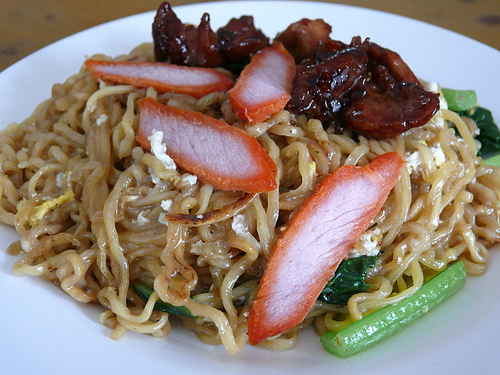
투아란면

투아란면은 말레이어로 '투아란미(Tuaran Mee)' 또는 객가어로 '디우아란먼(鬥亞蘭面)'으로 알려져 있는데, 투아란 내 객가인들이 만든 면요리이다. 한국인들은 이 면을 종종 라면 면과 비교하기도 하는데, 계란 노른자와 밀가루를 섞고 강하게 쳐서 만든다. 말레이시아의 주식인 볶음면의 하나이며, 5분 내지 10분간 고열에서 볶아 맨 밑바닥 부분이 바삭바삭하게 조리한다. 사바야채(Sabah vegetables) 등의 현지 채소를 넣고 볶는다. 투아란면을 먹기 전에 달콤하게 조리된 차시우(叉燒; 중국식 구운 돼지고기이며, '차사오', '챠샤오' 등 다양하게 부름)와 춘키엔(春捲; 중국식 계란말이/에그롤)을 고명으로 얹어 먹지만, 때로는 여기에 돼지고기 대신 오리고기 등 다른 고기가 얹어지기도 한다.

### 타무
타무(Tamu)는 투아란의 노천시장인데, 매주 일요일마다 연다. 여기서는 현지에서 만들어진 다양한 상품, 해산물, 수공예품 및 기타 좋은 것들이 판매되며, 이 지역의 변두리에서 만들어진 것도 판다.

## 관광
투아란의 대표적인 관광지는 믕카봉과 프님바완의 수상마을인데, 바자우인들이 해변 지역에 만든 호상 가옥 단지이다. 또한 마을 중심부 바깥에는 아홉 층으로 된 링산불상(龍山塔)이 있다.
관광객들이 주로 찾는 휴양지는 밈피안 자디 리조트와 샹그릴라스 라사 리아 리조트가 있다. 여기서는 식사 및 하숙은 물론, 골프나 수상스포츠 같은 스포츠도 즐길 수 있다.

## 같이 보기
- 코타키나발루
- 탐파룰리
- 틀리폭
- 코타벌루드
- 피남팡
- 파파르